# The Associates (Band)
The Associates, kurz auch Associates waren eine britische Post-Punk-Band in den 1980er-Jahren und wurden von Sänger Billy Mackenzie und Alan Rankine (Gitarre, Keyboards) in Edinburgh gegründet. Ihre größten Erfolge hatten sie 1982, als sie sich mit den Singles Party Fears Two, 18 Carat Love Affair und Club Country sowie dem Album Sulk in den britischen Top 40 platzieren konnten. Billy Mackenzie starb 1997 im Alter von 39 Jahren an einer Überdosis Medikamente.

## Geschichte
1976 traf Billy MacKenzie auf Alan Rankine. Im Jahr 1979 veröffentlichten sie ihre erste Single unter dem Namen Associates, eine Coverversion von David Bowies Hit Boys Keep Swinging. 1980 stießen der Schlagzeuger John Murphy und Bassist Michael Dempsey zur Band. Dempsey spielte vorher bei The Cure, die ebenfalls beim Label Fiction und mit den Associates auf Tour waren.

“I think they're great – I think they're better than us.”

„Ich denke, sie sind großartig – Ich denke, sie sind besser als wir.“

Ihren Höhepunkt hatte die Band 1982, als sie mit der Single Party Fears Two und dem Album Sulk bis in die britischen Top 10 gelangten. Doch noch vor der Sulk-Tour verließ Rankine wegen Differenzen mit MacKenzie die Band. Auch Dempsey und Murphy kehrten im selben Jahr den Associates den Rücken. Rankine veröffentlichte von 1986 bis 1989 drei Soloalben. MacKenzie arbeitete mit verschiedenen Musikern noch bis 1990 unter dem Namen Associates weiter; die großen Erfolge blieben allerdings aus. Die Band wurde 1990 aufgelöst und MacKenzie widmete sich anderen Projekten und seiner Solokarriere. 1993 produzierten Rankine und MacKenzie noch einmal einige Demoaufnahmen, aber zu einer Wiedervereinigung der Band kam es nicht.

## Diskografie

### Studioalben
- 1980: The Affectionate Punch (Fiction)
- 1981: Fourth Drawer Down (Fiction)
- 1982: Sulk (WEA)
- 1985: Perhaps (WEA)
- 1988: The Glamour Chase (WEA, unveröffentlicht bis 2003)
- 1990: Wild And Lonely (Circa)

### Kompilationen and Session-Aufnahmen
- 1990: Popera (WEA East West)
- 1994: The Radio 1 Sessions (Nighttracks)
- 2000: Double Hipness (V2)
- 2003: Radio 1 Sessions Volume 1; 1981–83 (Strange Fruit)
- 2003: Radio 1 Sessions Volume 2; 1984–85 (Strange Fruit)
- 2004: Singles (Warner)